# Edaphobacter modestus
Edaphobacter modestus es una especie de bacteria gramnegativa del género Edaphobacter. Fue descrita en el año 2008, es la especie tipo. Su etimología hace referencia a modesto. Es aerobia y móvil. Tiene un tamaño de 0,5-0,7 μm de ancho por 1-1,8 μm de largo. Forma colonias circulares y de color beige. Catalasa y oxidasa positivas. Temperatura de crecimiento entre 15-30 °C, óptima de 30 °C. Tiene un contenido de G+C de 55,8%. Se ha aislado del suelo en la región de Bavaria, Alemania. 